# Videogioco rompicapo

Screenshot del videogioco rompicapo per smartphone JawBreaker

Un videogioco rompicapo (puzzle game in lingua inglese) è un genere di videogiochi in cui si devono risolvere enigmi sotto forma di rompicapo logici, strategici o in cui, ad esempio, si deve completare una sequenza (numeri, parole, forme geometriche), ecc.

## Storia
I primi giochi del tipo erano cartacei, che apparivano sulle pubblicazioni cartacee come quotidiani, o meccanici come il cubo di Rubik.
La vetta più alta raggiunta da questa categoria viene identificata con la pubblicazione del videogioco Tetris, che ha avuto diversi rifacimenti e adattamenti, ma che nel tempo non ha mai cambiato la propria struttura base.

## Descrizione generale
In questo genere videoludico bisogna risolvere dei rompicapo. Solitamente viene richiesto al giocatore di spostare e incastrare forme geometriche tra loro per raggiungere un certo fine. In questo caso i colori e la struttura delle forme giocano un ruolo importante.
Una caratteristica in controtendenza rispetto a tutti gli altri videogiochi è che i rompicapo elettronici per avere successo devono essere semplici e immediati, e una vera e propria trama, in questo genere, non è necessaria.